# Ander Torriko Egaña
Ander Torriko Egaña (geboren am 21. Februar 1997 in Zumaia) ist ein spanischer Handballspieler, der auf der Spielposition Rückraum Mitte eingesetzt wird.

## Vereinskarriere
Ander Torriko Egaña begann mit dem Handball bei Pulpo Eskubaloia de Zumaia. Im Alter von 19 Jahren spielte er bei Amenabar Zarautz. Von 2016 bis 2018 war er bei BM Benidorm aktiv, bei dem er in der Liga Asobal debütierte. Er wechselte 2020 zu Liberbank Sinfín und steht seit Juli 2020 bei Helvetia Anaitasuna unter Vertrag. Er zog sich im März 2021 einen Kreuzbandriss zu; trotz seiner noch andauernden Langzeitverletzung wurde sein Vertrag im März 2022 bis zum Ende der Saison 2022/2023 verlängert. Zu Beginn der zweiten Hälfte der Saison 2023/2024 bestritt er nach 1044 Tagen Verletzungspause wieder ein Pflichtspiel mit seinem Team. Zur Spielzeit 2024/2025 wechselte Torriko in die 2. Liga zu Horneo EÓN Alicante, mit dem er den Aufstieg in die 1. Liga erreichte.

## Auswahlmannschaften
Sein erstes Spiel für Spanien absolvierte er am 29. Juni 2015 gegen die Auswahl Österreichs. Torriko spielte als Jugendnationalspieler Spaniens bei der U-19-Weltmeisterschaft in Russland (2015). Als Juniorennationalspieler Spaniens nahm er an der U-20-Europameisterschaft in Dänemark (2016) teil, bei der er mit dem Team Europameister wurde. Er stand bis Mai 2017 in 36 Spielen im Aufgebot der spanischen Nachwuchsteams und erzielte dabei 62 Tore.